# Christian Hillborg
Leif Christian Hillborg (* 16. März 1978 in Stockholm) ist ein schwedischer Schauspieler und Synchronsprecher.

## Leben
Hillborg wurde am 16. März 1978 in Skärholmen bei Stockholm geboren. Erste Rollen erhielt er in den schwedischen Serienproduktionen Hombres, Höök und Blomstertid. 2010 übernahm er in Easy Money – Spür die Angst mit der Rolle des Jet Set Carl seine erste Filmrolle. Im Folgejahr war er in sieben Episoden der Fernsehserie Die Brücke – Transit in den Tod in der Rolle des Daniel Ferbé zu sehen. 2017 stellte er in insgesamt acht Episoden des Netflix Original The Last Kingdom die Rolle des Wikingeranführers Erik dar. 2021 hatte er im Film Der Betatest eine Nebenrolle inne.

## Filmografie (Auswahl)

### Schauspiel
- 2006: Hombres (Fernsehserie)
- 2008: Höök (Fernsehserie, 2 Episoden)
- 2009: Blomstertid (Miniserie, 2 Episoden)
- 2010: Easy Money – Spür die Angst (Snabba Cash)
- 2011: Die Brücke – Transit in den Tod (Bron, Fernsehserie, 7 Episoden)
- 2012: Snälla Ljug (Kurzfilm)
- 2012: Sam tar över (Fernsehserie, 4 Episoden)
- 2013: Kärleken bryr sig inte (Kurzfilm)
- 2015: Throwaways – Der einzige Ausweg (The Throwaways)
- 2015: Crossing Lines (Fernsehserie, Episode 3x05)
- 2016: The Chamber
- 2017: Before We Die (Fernsehserie, 6 Episoden)
- 2017: Another Mother’s Son
- 2017: The Last Kingdom (Fernsehserie, 8 Episoden)
- 2018: Paris Song
- 2018: Ransom (Fernsehserie, Episode 2x03)
- 2018: Rig 45 (Fernsehserie, 2 Episoden)
- 2018: Maria Wern, Kripo Gotland (Maria Wern, Fernsehserie, Episode 7x07)
- 2018: Stockholm Requiem (Sthlm Rekviem, Filmreihe, 2 Episoden)
- 2018: Der Kommissar und das Meer (Fernsehserie, Episode 1x25)
- 2019: Hidden – Der Gejagte (Hidden: Förstfödd, Fernsehserie, 4 Episoden)
- 2019: Fleabag (Fernsehserie, 2 Episoden)
- 2019: The Mallorca Files (Fernsehserie, Episode 1x03)
- 2019: En del av mitt hjärta
- 2020: Games People Play (Seurapeli)
- 2020: Love Wedding Repeat
- 2020: Hidden Agenda (Top Dog, Fernsehserie, 7 Episoden)
- 2020: Divertimento (Kurzfilm)
- 2021: Der Betatest (The Beta Test)
- 2021: Young Royals (Fernsehserie, 2 Episoden)
- 2021: Agatha Christies Hjerson (Fernsehserie, 2 Episoden)
- 2021: Suedi
- 2022: The Playlist (Fernsehserie, 6 Episoden)

### Synchronisationen
- 2017: Kommissar Gordon & Buffy (Gordon & Paddy, Zeichentrickfilm)